# شاطئ صور

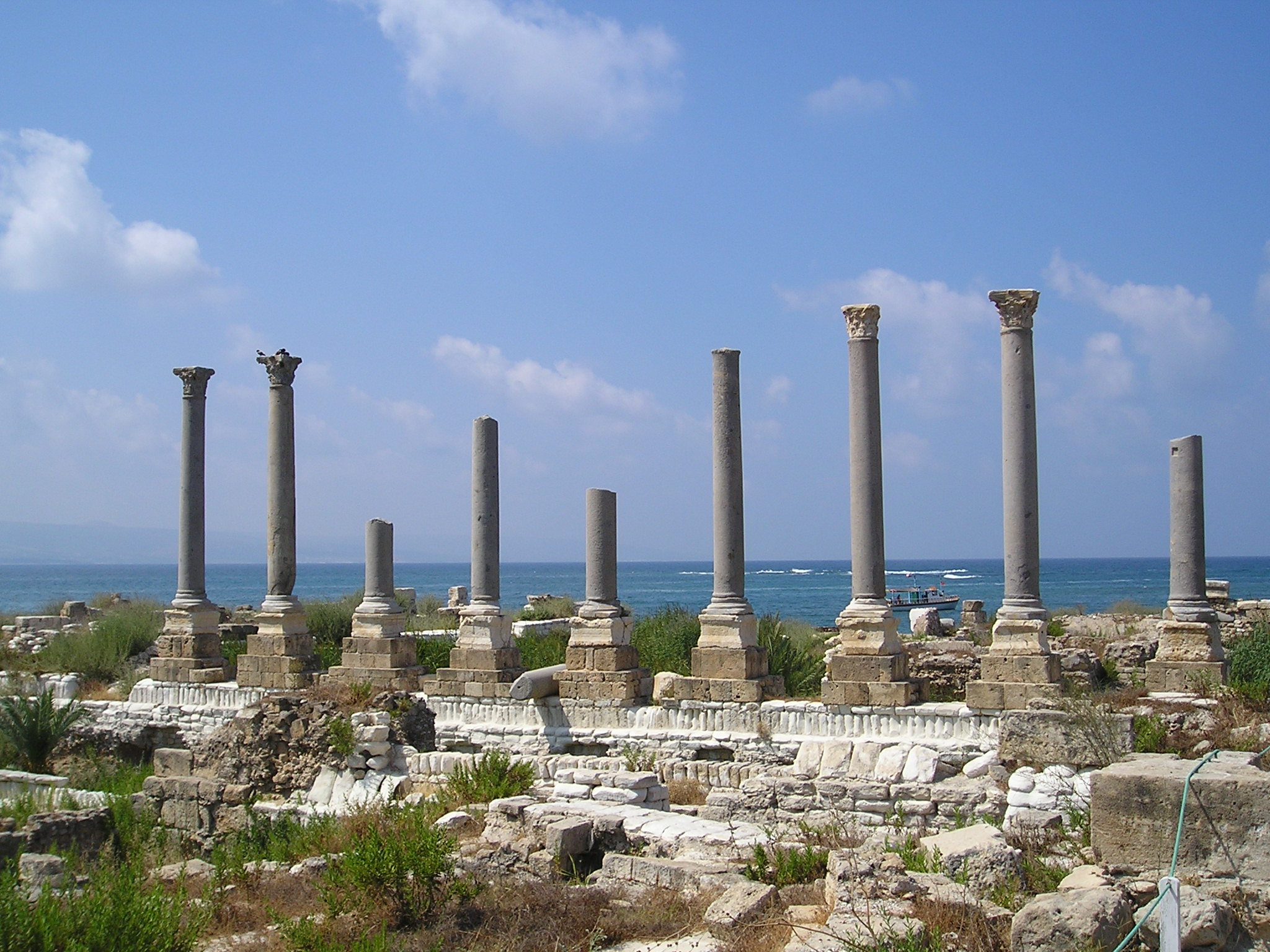
أثار تاريخية بجانب البحر الصوري

من أكثر الشواطئ اللبنانية جذبا للسياحة في الصيف من نوع السياحة الشاطئية، خصوصاً في منطقة الخيم والجمل، ويعتبر هذا الشاطئ من أنظف شواطيء لبنان، خصوصاً أنّه يعتبر محمية بيئية للسلاحف الكبيرة ولتواجد مدينة صور كأحد أهم مدن لبنان الفينيقية القديمة غارقة تحت ساحلها المتوسطي. احتل شاطئ صور المركز الرابع ضمن أجمل شواطئ منطقة الشرق الأوسط، وفقا لموقع ناشيونال جيوغرافيك، في مايو 2019.

## شاطيء صور كمحمية طبيعية
يعتبر شاطئ صور الرملي محميّة طبيعية مهمة بالنسبة للبنان، وهو يُقسم إلى منطقة مخصصة للاستجمام والسباحة، ومنطقة يُمنع استغلالها، وتخصص فقط للحفاظ على الحياة البرية، وبشكل خاص السلاحف البحرية (اللجآت) والأسماك.
وتقع محمية شاطئ صور الطبيعية في الجزء الجنوبي من مدينة صور. تتألف من أكثر شواطئ لبنان الرملية جمالاً، وهو الشاطئ الأكبر في لبنان، مما يجعل المحافظة عليه جهداً وطنيا.
تمّ إعلان محمية شاطئ صور الطبيعية كمحمية طبيعية بموجب القانون 708 عام 1998 الذي نصّ على إنشاء “محمية شاطئ صور الطبيعية” في جفتلك رأس العين تعود ملكيتها للدولة اللبنانية وتحت وصاية وزارة البيئة.
تبلغ مساحة الأراضي التي تؤلف محمية شاطئ صور الطبيعية 380 هكتار وهي مقسمة إلى ثلاث أقسام: *قسم السياحة، وقسم الحماية وقسم الزراعة والآثار.
- الأهداف الابيئية الاستراتيجية والتنموية:

تسعى محمية شاطئ صور الطبيعية إلى تحقيق الحماية والتنمية المستدامة عبر السماح بالاستفادة من مواردها الطبيعية بطريقة بيئية ومستدامة.

### الأهمية البيئية
.تضم المحمية آخر الكثبان الرملية المتبقية والوحيدة المحمية في لبنان.
وعلى النطاق الدولي تضم المحمية موقع هام لتعشيش السلاحف البحرية المهددة بالانقراض عالمياً، كالسلحفاة ضخمة الرأس (Caretta Caretta) والسلحفاة الخضراء (Chelonia Mydas).
مناطق رطبة ذات أهمية دولية محددة كموقع رامسار رقم 980 / 1999 بوصفها مآلف للطيور المائية.
المحمية الطبيعية هي جزء من مدينة صور التي أعلنتها منظمة الأمم المتحدة للتربية والعلم والثقافة موقعاً تراثياً في العام 1984.